# Gros Crêt, Neuchâtel
Gros Crêt är en kulle i Schweiz. Den ligger i kantonen Neuchâtel, i den västra delen av landet, 50 km väster om huvudstaden Bern. Toppen på Gros Crêt är 1 277 meter över havet.